# Stazione di Vaglia
La stazione di Vaglia è una stazione ferroviaria della linea Faentina, a servizio dell'omonimo comune.

## Storia
La stazione fu aperta al servizio pubblico l'8 aprile 1890 assieme al tratto Firenze-Borgo San Lorenzo che fu  esteso, nel 1893, a Faenza.
A causa dei danni subiti dalla linea ferroviaria fra Firenze e Borgo San Lorenzo, nel secondo dopoguerra il servizio fu sospeso. La stazione riaprì al servizio pubblico il 9 gennaio 1999.

## Strutture e impianti

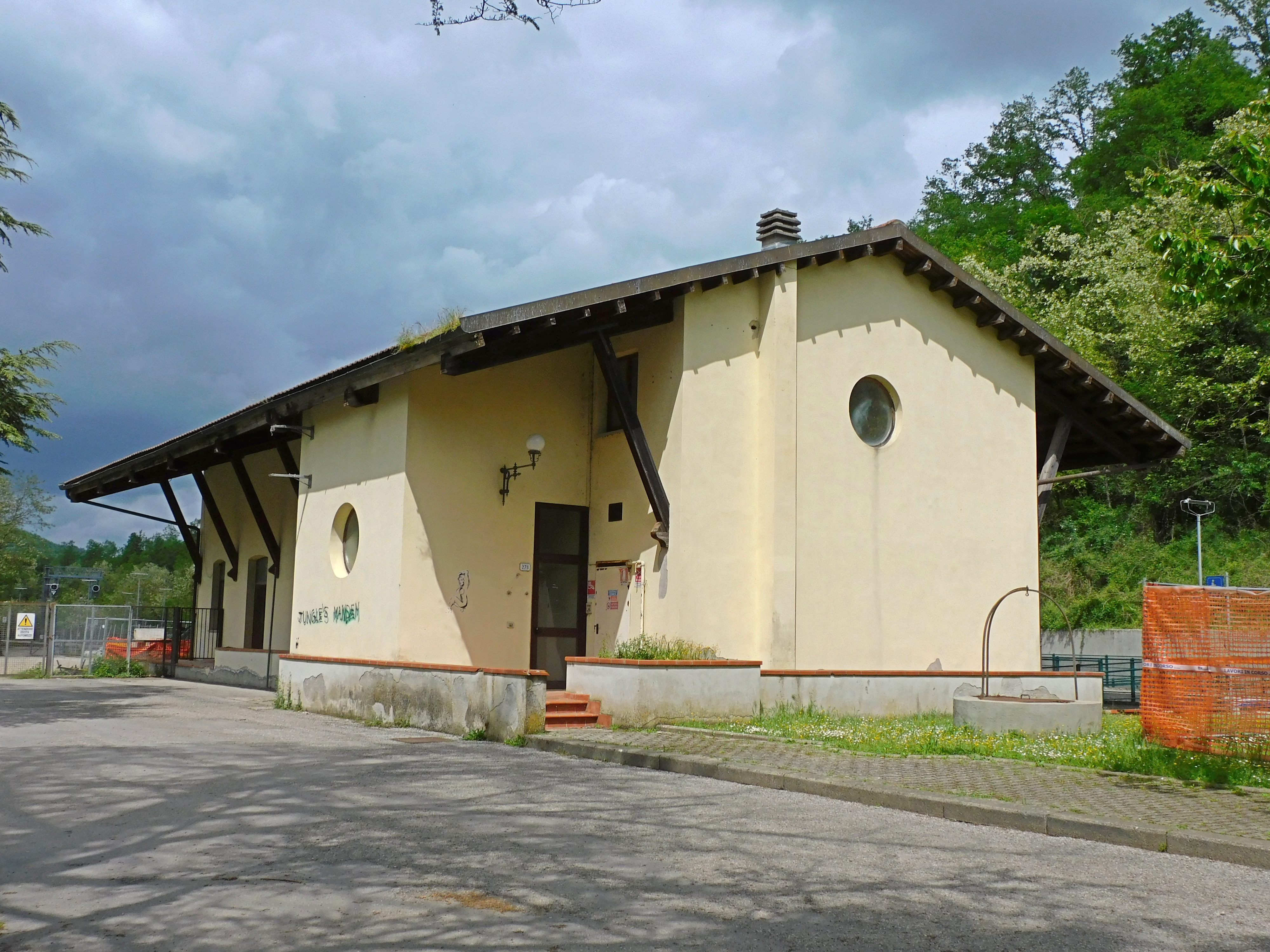
Il Magazzino Merci e il pozzo

Il fabbricato viaggiatori è una struttura a due livelli su pianta rettangolare, costruita nello stile delle stazioni della Rete Adriatica. Parte del piano terra è destinato al servizio viaggiatori, mentre le strutture di servizio sono sede del servizio prevenzione incendi boschivi. Il primo piano è abitato da privati.
Lo scalo merci si compone di un binario tronco e di magazzino con piano caricatore. Nel giardino esterno della struttura è presente un pozzo.
Il piazzale binari, oltre a quello dello scalo merci, è dotato di un binario di raddoppio, il primo, e di quello di corsa della linea ferroviaria, il secondo. I due binari atti al servizio viaggiatori sono collegati tra loro da un sottopassaggio.

## Servizi
- Biglietteria automatica

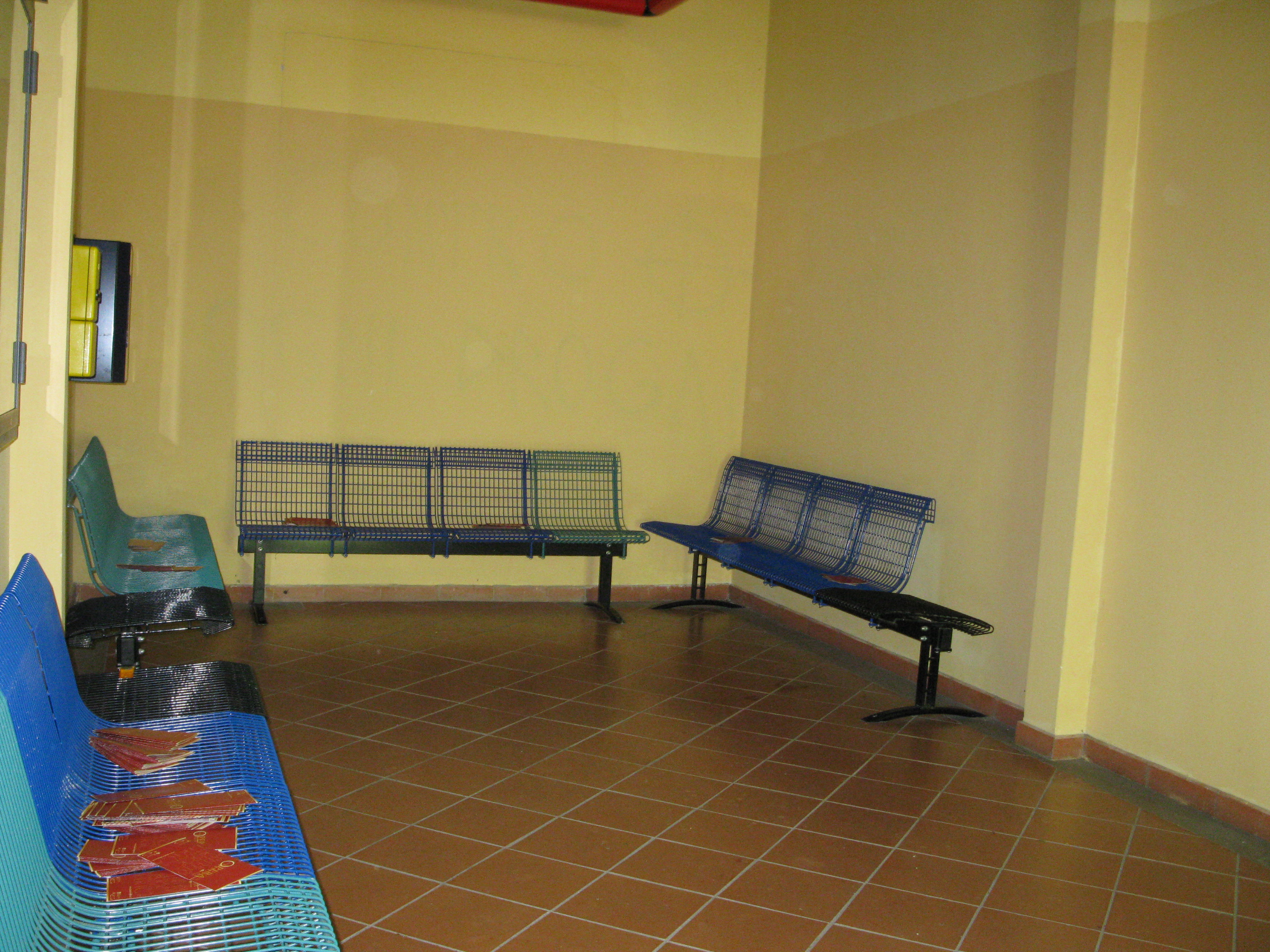
Sala d'attesa
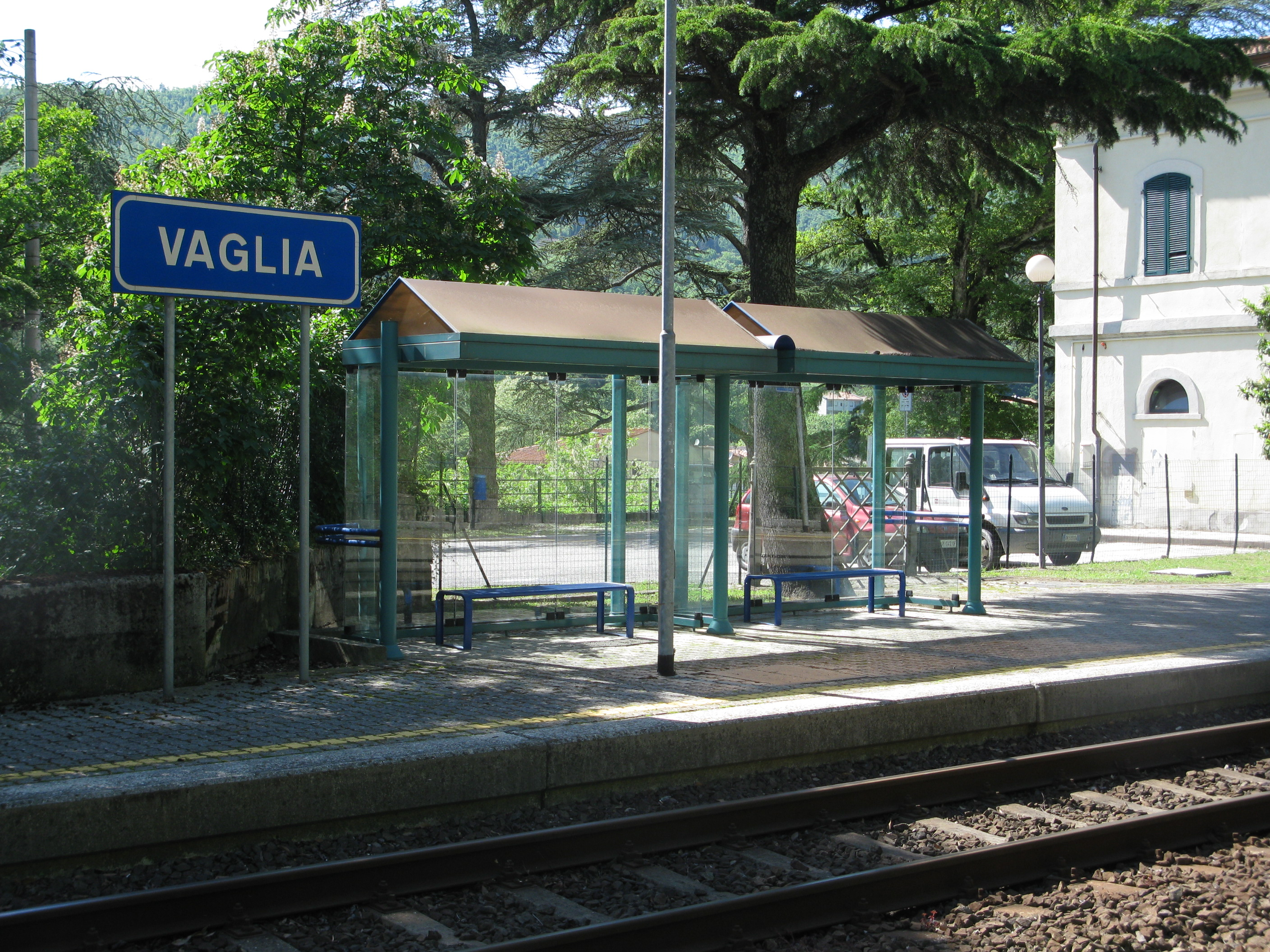
La pensilina del primo binario

- Sala d'attesa
- La pensilina del primo binario

## Movimento

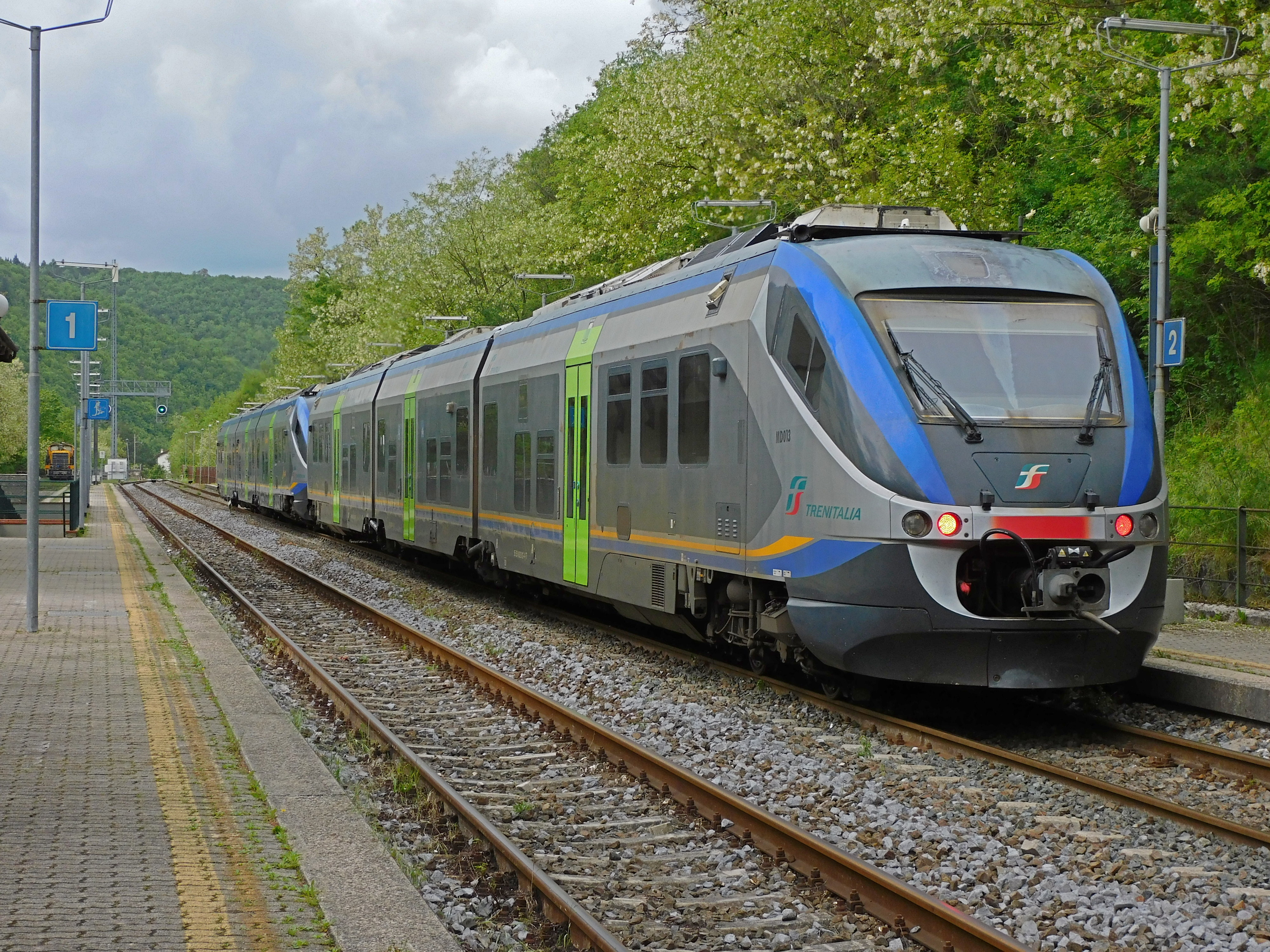
Coppia di Minuetto in sosta sul secondo binario

Il servizio viaggiatori è svolto da Trenitalia. Ci sono due relazioni di treni regionali a servizio dell'impianto:
- Firenze Santa Maria Novella-Borgo San Lorenzo;
- Firenze Santa Maria Novella-Faenza.

Il traffico è regolato dal Dirigente Centrale Operativo di Firenze Campo di Marte.